# Jitaúna
Jitaúna é um município brasileiro do estado da Bahia. Está a 383 km da capital Salvador e sua população estimada em 2013 é de 13.667 habitantes segundo dados do IBGE.

## História
No ano de 1906, às margens do Rio Preto do Costa e do Rio das Contas, exista uma fazenda de propriedade dos senhores Sérgio Bispo e Arcanjo Pereira. Foram nestas terras que começaram as caminhadas, uma após outra. No local de encontros desses rios, havia uma rancharia onde os tropeiros e viajantes pernoitavam devido às dificuldades de transporte, pois levavam mais de um dia de viagem à cidade de Jequié onde os tropeiros iam comprar mercadorias, percurso esse feito em lombo de animais.
Naquela época os tropeiros carregavam latas de querosene em animais, e com o abalo das caminhadas, essas latas furavam e derramavam gás pelo meio da estrada, deixando assim um cheiro desagradável. Por causa deste fato começaram a chamar o lugarejo de Mija-Gás. Esse gás era comprado na estação ferroviária de Jequié, transportado pelo trem de ferro que fazia a linha Jequié - Nazaré das Farinhas. Afirma-se que as primeiras casas construídas em Jitaúna foram de propriedades do senhor Bispo tendo como responsável pela construção o senhor Sérgio Gazo: uma residência e uma casa comercial.
Em 1914, o advogado Antônio Amaral, acompanhado de Sérgio Amaral, fizeram listagem de ruas e deu início à construção de uma capela (primeira Igreja  Católica). Ao fim da construção, O Dr. Antônio Amaral, juntamente com amigos influentes da capital, entraram em contato com o arcebispo Dom Gerônimo Forne Souza para organizar a primeira missa, que foi ministrada por um vigário de Jequié.
Em 1915, dois jovens, Álvaro Amaral e seu irmão Salvador Amaral, saíram de Jequié em direção ao sul à procura de um ponto de negócio e compra de cacau, achando nesta região intermediária entre zona da mata e o semi-árido, uma excelente oportunidade, principalmente por ser via de tropeiros e exploradores de outras regiões. Chegando aqui, conversaram com o fazendeiro Sérgio Bispo e terminaram por alugar a casa do mesmo por 5 mil réis. Foram bem sucedidos e a partir deste fato começaram a chegar pequenos comerciantes que se instalaram no lugarejo.
Com passar do tempo o progresso foi aumentando e em 1918 o lugarejo recebeu a designação de Esplanada, considerando que toda região povoada era plana. Essa mudança foi muito discutida o que acarretou em um incidente lamentável, na noite da mudança de nome enquanto o missionário pregava o sermão, dois homens começaram a discutir e um deles assassinou o seu parceiro a pauladas. O chefe de polícia naquela época era o senhor Agapito Fernandes que comandou a procura do assassino, e que segundo informação teria fugido para o lugarejo de Rapa Tição, atual Baixa Alegre, não sendo encontrado. Em 1919, o senhor Antônio Mário constrói o primeiro hotel e César Mauro constrói a primeira casa de malhas e tecidos, além de compras e vendas. Ainda naquele ano, assumiu o posto de subdelegado e chefe político o senhor Hormínio Rios, e também a chegada da professora Paula, que inicia em mais um grau a educação juvenil.
Em 1920, Esplanada já possuía 3 avenidas e uma praça. A primeira avenida recebeu o nome de Rua dos Tropeiros, hoje conhecida como 24 de outubro. O Rio de Contas entrou em ação em 1921, levando um lado da Rua Direita, causando grandes prejuízos para o povoado. E ainda neste ano instala-se a feira livre.
Já em 1925 foi designado uma casa para os Correios e primeiro templo da Igreja Batista, além da estreia o novenário ao glorioso Santo Antônio.
Em 1926 ocorreu inicialmente a mudança do nome Esplanada para Itaúna, com o significado derivado da linguá tupi "Ita"(pedra) e "Una"(água), por existirem duas cidades com o mesmo nome: Itaúna no estado de Minas Gerais e Esplanada no mesmo estado da Bahia, o professor Teodorico Sampaio em Salvador, resolveu mudar para Jitaúna, "Jita"(abelha) e "Una"(preta). Ainda neste ano surgiram os primeiros imigrantes italianos: Francisco Adígio, Miguel Orizi, Setinio Rusciolelli, Braz Forte, João Rusciolelli, Nicolau Guidice, Geraldo Orrico e tantos outros que abraçaram o comércio.
Em 1927 foi instalado o Cartório de Paz sendo seu escrivão Umbelino José dos Reis e em 1928 foi instalado o Registro Civil das pessoas naturais.
Tinha como juiz de paz o senhor Lydio Fernandes Bahiense. Neste ano chegaram a Jitaúna os cidadãos os senhores Albino Cajahyba, Carlos Sá Barreto, Marcos de Araújo e Pedro Mendes. Já viviam aqui os senhores Pompílio Matos, Bernadino Cassemiro, Agripino Sá Barros e o senhor Manoel José Gonçalves proprietário da fazenda Primavera.
A primeira rodovia de Jitaúna teve início com o intendente policial Anibal Brito, de Jequié, que juntamente com o senhor Amphilophio Bittencourt (motorista mecânico de Jequié), vieram em um Ford 1928, abrindo a estrada com pás e picaretas iniciando uma rodovia que ligava a cidade de Jequié com o distrito de Rio Novo - que mais a frente se tornaria a cidade de Ipiaú - passando pelo povoado de Rio Branco (onde hoje é Itajuru) e Barra Avenida.
Em 1929 chegou o primeiro carro de propriedade do senhor Anibal Brito, o primeiro passeio foi feito no lugarejo por Pascoal Armentano, Carlos Sá Barreto, Laurinho de Cazuza e Francisco de Leônio que era motorista.
A iluminação só chegou em 1930 e apenas para 09 casas.
Em 1939 foi organizada uma comissão tendo a frente o cidadão mais entusiasmo, o senhor Manoel Alves Meira para construir a primeira Igreja Católica de Jitaúna que tinha como padroeiro Santo Antônio. Os primeiros padres que vieram celebrar missa foram os reverendos Jacinto Seixas e Antônio Freire. Em 19 de fevereiro de 1939 o Cardeal Augusto Álvares da Silva elevou a capela para paróquia tendo como padroeiro Senhor do Bonfim e só posteriormente firmou-se Nossa Senhora da Conceição como padroeira do povoado que ainda teve como padres residentes, o senhor Tétone (primeiro padre), Euzinio Alves Gomes (segundo padre residente) e Ângelo de Rocco (terceiro padre residente).
Logo após a Revolução de 1943 até 1945 o distrito viveu plena paz.
Com a eleição de 1946 e posteriormente as outras eleições, os prefeitos que por Jequié passaram sempre tiveram a preocupação em melhorar o aspecto do distrito de Jitaúna. Neste período já havia o calçamento da rua Coronel João Borges, a primeira escola que se chamava Castro Alves e o antigo mercado municipal.
No âmbito político ocorreram sucessivos acontecimentos de relevante importância para esta comunidade, em 1958 acontece o primeiro movimento de emancipação com o propósito de emancipar Jitaúna. Os moradores como Carlos Sá Barreto, Padre Euzinio Gomes e Elias D”Avila Filho dirigiram-se para Salvador juntamente com o Deputado Nilton Pinto e reuniram-se para tratar do assunto tão palpitante de interesse dos jitauneses. Depois de muitas reuniões políticas, foi realizado o plebiscito para consulta popular sobre a emancipação do povoado de Jitaúna, tendo sido aprovado por unanimidade. Este fato ocorreu no governo do General Juracy Magalhães.
Em 22 de dezembro de 1961, através da Lei Estadual nº 1588, Jitaúna se desmembra de Jequié e torna-se município para alegria de sua população.
No ano de 1962 foi o ano que marcou a história na vida dos jitaunenses, caracterizando-se por um período de organização para funcionários do município, processando-se as eleições para prefeito e vereadores. O primeiro prefeito eleito do município foi o senhor Elias D'Ávila Filho e a primeira Câmara de Vereadores teve como presidente o senhor Milton Barbosa de Almeida (conhecido popularmente com Moreno).
Em 3 de março de 1963 foi instalado a Prefeitura Municipal de Jitaúna. Neste período muitas obras foram realizadas tanto na sede como no distrito de Santa Terezinha, como construção de praças, instalação da energia elétrica, serviço de água encanada, construção da Biblioteca Infantil Denise Tavares, posto de saúde, diversas escolas na zona rural e o Centro Educacional Albino Cajahyba (1º e 2º grau do curso normal). Essas obras tiveram o apoio do Governador Lomanto Junior e do Deputado Urbano de Almeida Neto.

## Economia
A economia da cidade de Jitaúna advêm de uma forte influência da agricultura cacaueira, bem como, do comércio.
A região onde hoje se situa a cidade de Jitaúna pertencia a sesmaria doada pelo Rei Dom José I por volta de 1785, a João Gonçalves da Costa, onde, a partir do final do século XX foram introduzidas na maior parte das terras o plantio da lavoura do cacau, que culminou dessa forma nos surgimentos de inúmeras fazendas cacaueiras. Desta maneira, atraídos pela expansão da economia do cacau vieram imigrantes de italianos e portugueses, além de muitos descendentes de escravos para trabalharem nestas fazendas.
Nos anos que se seguiram, o distrito obteve significativa prosperidade e crescimento urbano, que eram regidos a mãos de ferros pelos coronéis cacaueiros. Esses coronéis conferiram ao distrito uma política de opressão, onde toda a população ficava a mercê de suas vontades e interesses, o que caracterizou um período conhecido como coronelismo. Contudo, no decorrer da história a economia cacaueira entrou em crise, em consequência disso a cidade perdeu o rumo do crescimento, de forma, que os gestores surgidos no final da década de 80 aos dias atuais, ainda não conseguiram reestruturar o ritmo de crescimentos existentes em tempos passados.

## Comércio
No comércio, Jitaúna era altamente dependente do Município de Jequié, pois, desde a fundação como vilarejo e graça sua estratégia localização serviu como uma rota obrigatória do comércio crescente da cidade de Jequié, uma vez que não existia ainda rodovia, os mercadores e comerciantes eram obrigados a utilizarem o rio das Contas ou a estrada de terra, que se fez em uma de suas margens. Além disso, o comércio jequieense abasteciam com mantimentos, roupas e materiais de construções a população de Jitaúna.
Neste contexto, o povoado foi impulsionado a construir as primeiras pensões, assim, em 1919, Antônio Mário constrói o primeiro hotel e César Mauro constrói a primeira casa de malhas e tecidos, além de outras compras e vendas. Desta maneira, o comércio foi desenvolvendo gradativamente, destacando-se vários comerciantes como o italiano Severio Giudice, assim como, seus irmãos Zivé e Theodoro Giudice, sendo que o primeiro teve importância no setor de confecções.
O comércio em grande escala estava retido nas mãos de várias
famílias italianas, no entanto pode-se destacar também o senhor Nestor José dos Santos, que mostrava um mercador de médio porte, na compra e venda de cacau. É importante salientar, que após a crise do cacau, as famílias italianas da cidade, foram umas das poucas que não se viram afetadas pela crise do cacau, pois as mesmas diversificaram suas atividades econômicas.
Nas atividades comercias, destacam a primeira padaria da cidade que pertencia a Francisco Armentando (italiano), a primeira farmácia, pertencente ao Dr. Monteiro, a grande comercialização de frutas e de farinha de
mandioca, onde os pequenos produtores agrícola, abastecia toda cidade de Jequié.

## Economia Atual
Após o declínio da lavoura cacaueira que era uma das riquezas da região sul da Bahia, a economia Jitaunense também entrou em decadência total. Com a crise do cacau e a falta de oportunidades no fim da década de 80 e início dos anos 90, a cidade de Jitaúna sofreu uma diminuição significativa em sua população e segundo o IBGE (Instituto Brasileiro de Geografia e estatística) a cidade que no ano 2000 tinha uma população de 21.056 habitantes chega no ano de 2010 com apenas 14.115 habitantes.
Nos dias atuais a economia de Jitaúna tem como base a agricultura, mas nos últimos anos com a falta de investimentos e incentivos do poder público, a agricultura Jitaunense se tornou pequena diante do que já foi no passado. Devido ao descaso dos gestores municipais a feira livre que se tornou tradição na cidade passou nos últimos anos a vender produtos vindos de outras cidades da região, contribuindo dessa maneira com a decadência da agricultura local. Com toda essa crise na agricultura de Jitaúna ainda tem um comércio que movimenta a economia da cidade nos dias atuais com seus supermercados e lojas de diversos artigos. Também vale ressaltar, a grande participação dos aposentados da cidade que impulsionam o comércio local.

## Cultura

### Cinema
Fundado por um italiano, foi uma grande novidade para o povo na década de 50, pois não existia televisão na vida da cidade, Funcionava às sextas feiras e sábados, em um prédio que só tinha um salão e mais de cento e cinquenta cadeiras. Por falta de energia funciona a motor. Tinha uma sirene que tocava avisando as crianças e adultos para comprarem os bilhetes e início das sessões. Os filmes mais apreciados eram Tarzan, os de Faroestes e outros de paixões violentas. O cine recebeu os seguintes nomes CINE AUDITÓRIO DE JITAÚNA, E CINEMA DE REN, (O segundo dono). Os filmes eram alugados em Salvador, e fazia intercambio e troca com o cinemas das cidades vizinhas, Itagi, Ibirataia, Aiquara, e Ipiau. O último dono foi Claudemiro Dias Lima (ex prefeito).

### Blocos Carnavalescos
Surgiram mais ou menos no ano de 1945. O primeiro bloco foi fundado por Aurino Derba e em seguida pelo Ezaltino Batista pai de Leoni e fundado do “Reis Ubirajara”. Outros blocos como a “A batucada de Dominguinhos” que tinha como representante os senhores Elias e Zebedeu o “Afroxé reis Ubirajara”, também faziam parte dos bailes. As apresentações aconteciam no mês de abril e duravam 03 dias, sendo encerrados no dia de Tiradentes (21 de abril). Durante trinta e um anos fizeram parte da cultura dos Jitaunesses, findando suas apresentações em 1976, dando lugar as festividades
de São Pedro. Esse bloco era de origem indígena, formado por sessenta e quatro componentes: trinta e cinco baianas, vinte e cinco índios e quatro tambozeiros. Ubirajara era o pajé e pertencia a tribo tupi guarani.

### Micaretas
Na década de 70 teve início com o bloco “As Caveiras”, também conhecido como o bloco da cachaçada, foi fundado por Mercinho
(em memória) e os “Reis Ubirajara” bloco afro comandado por Leoni (em memória), eles desfilavam pelas ruas sem trio elétrico.
A partir de 1976, dá início Micareta como em várias cidades baianas, acontecia logo após o Carnaval. A festa passou a ser realizada com trio elétrico que tocava na praça principal Praça do Bonfim. Uma grande parte da população apreciava a micareta de rua, eram muito divertidos, homens, mulheres e crianças fantasiados, todos se enfeitavam, brincavam e dançavam ao som das músicas carnavalescas como ‘Chiquita bacana, Bandeira Branca e muitas marchinhas “mas também havia os bailes carnavalesco no Clube da cidade, onde as pessoas se fantasiavam mesmo, para cada noite era impossível uma fantasia e muitas vezes de muito luxo.
Essa festa teve o término em 1982, com uma tragédia que aconteceu na cidade.

### Feiras Chiques
Eram feiras artesanais com forma de gincana, onde as escolas do município participavam ativamente com apresentações folclóricas, muita comida típica, danças e disputas de quadrilhas, todo o tipo de artesanato produzido tanto nas escolas como na cidade, produtos das fazendas que eram arrecadados pelos alunos eram vendidos para alguma instituição da cidade.
Havia algumas festas dançantes no Clube da Cidade que se chamavam Festa da Primavera, com a participação de desfiles de garotas da cidade, como também, a Festa do Fazendeiro onde eram escolhidas representantes para as propriedades cacaueiras.

### Semana de Arte Moderna
Foi iniciada no ano de 1995, apresentada pelo Colégio Selecista de Jitaúna, (Antigo CNEC onde o professor Giesy era diretor o icone desta Cidade) e tinha como objetivo propagar a arte e difundir os artistas de nossa cidade. O Evento era apresentado brilhantemente pelos alunos, mas organizado e orientado pelos mestres era um espetáculo, a comunidade esperava ansiosamente, participava e lotava o Ginásio de Esporte. Durante estes anos, muitos foram escolhidos, poetas modernistas como patronos das Semanas de Artes Moderna.
1995: Manoel Bandeira - Precursor da Semana de Arte de 1922.
1996: Vinícius de Moraes - Compositor brasileiro contribuiu para solidificação do modernismo brasileiro.
1997: Castro Alves - Poeta romântico.
1998: Monteiro Lobato - Pré modernista, homenageado pelos 100 anos.
1999: Caetano Veloso - Artista brasileira e genuinamente modernista.
2000: Renato Russo - Músico contemporâneo.
2001: Jorge Amado - Escritor baiano, festejado por revelar a nossa Bahia em suas obras.
2002: Mário de Andrade - Poeta modernista, também precursor da Semana de Arte de 1922.
2003: Cecília Meireles - Mulher extraordinária, homenageada por sua obra espiritualista e por representar a força no meio artístico.
2004: Carlos Drummond de Andrade - Maior representante da poesia modernista.
2005: Raul Seixas
2012: Clarice Lispector
2013: Cazuza
2014: Dorival Caymmi
2015: Ariano Suassuna
2016: Ferreira Gullar
2017: Tim Maia

### Bumba Meu Boi
Em Jitaúna se apresentava o “Terno de Zebedeu” e o “Terno de Venâncio”. A apresentação era feita à noite nas casas. O terno era composto por mais ou menos vinte mulheres e dez homens tambozeiros. O números mulheres era maior porque eram elas que cantavam. Além dos dois grupos citados, existia em vaqueiro usando máscara e um saco nas costas (ele representava Judas) e a Margarida (um homem vestido de mulher).

## Geografia
- Área: 218,923  km².
- Coordenadas geográficas: latitude sul 14°01´, longitude oeste 39°53´, altitude (m) 165.
- Clima: Tipo climático – seco a subúmido e semi-árido. Período chuvoso – novembro a janeiro. Temperatura média anual – média 23.8 °C; máxima 29.3 °C; mínima 20.0 °C.
- Solos: Tipo – Podzólico Vermelho-Amarelo distrófico, Latossolo Vermelho-Amarelo álico, Latossolo Variação Una álico, Brunizém avermelhado, Podzólico Vermelho-Amarelo eutrófico. Aptidão agrícola – Aptidão regular para pastagem plantada, aptidão boa para lavouras, aptidão regular para silvicultura; restrita e sem aptidão para pastagem natural.
- Vegetação: Floresta ombrófila densa, Floresta estacional semidecidual.
- Relevo: Tabuleiros Pré-Litorâneos, Serras Marginais.
- Hidrografia: Bacia hidrográfica – Contas. Rios principais – Rio de Contas, Rio Preto do Costa, Rio Preto Cresciuma.

## Gestor Atual
O atual prefeito de Jitaúna é Patrick Gilberto Rodrigues Lopes (2021-2024), do partido PP.